# Andrea Drahota
Dans le nom hongrois Drahota Andrea, le nom de famille précède le prénom, mais cet article utilise l’ordre habituel en français Andrea Drahota, où le prénom précède le nom.
Andrea Drahota, née le 15 juillet 1941 à Veszprém, est une actrice hongroise. De 1964 à sa mort en 2005, elle a été mariée à l’acteur András Kozák.

## Filmographie partielle
- 1964 : Remous
- 1968 : Les Murs (Falak) d'András Kovács
- 1968 : Silence et Cri
- 1969 : Ah ! ça ira
- 1972 : Psaume rouge